# أيتور كازاس
أيتور كازاس (بالإسبانية: Aitor Casas Luceño) هو لاعب كرة قدم إسباني، ولد في 29 يونيو 1992 في ريوس في إسبانيا. لعب مع خيمناستيك طركونة.

## وصلات خارجية
- أيتور كازاس على موقع قاعدة بيانات كرة القدم.إي يو (الإنجليزية)
- أيتور كازاس على موقع Soccerway.com (الإنجليزية)